# Rekombinante Blutgerinnungsfaktoren
Rekombinante Blutgerinnungsfaktoren sind gentechnologisch hergestellte Analoga von im menschlichen Blut vorkommenden Gerinnungsfaktoren wie dem Faktor VII, Faktor VIII, Faktor IX, Faktor XIII oder Von-Willebrand-Faktor (VWF).
Rekombinante Gerinnungsfaktoren sind den körpereigenen Gerinnungsfaktoren strukturell hochgradig ähnlich und entsprechen diesen in ihrer Wirkweise. Sie werden therapeutisch bei Mangelzuständen (etwa bei der Bluterkrankheit) eingesetzt, um Blutungen vorzubeugen oder zu behandeln. Ihre Verabreichung erfolgt intravenös.
Die Herstellung rekombinanter Gerinnungsfaktoren erfolgt mit Zellen, denen das menschliche Gen für die Expression des entsprechenden Gerinnungsfaktors eingesetzt wurde. In Bioreaktoren (Fermentationstanks) werden die Zellen in einem Nährmedium kultiviert, wobei sie das menschliche Protein bilden und in das Medium abgeben. Vor dort wird es extrahiert und aufgereinigt. Diese biotechnologische Herstellungsweise ist nicht nur wirtschaftlicher als die Gewinnung der Gerinnungsfaktoren aus menschlichem Blutplasma, sondern reduziert auch das Risiko für eine Kontamination mit Krankheitserregern wie etwa HIV oder HCV.

## Entwicklungsgeschichte
Nachdem 1984 die Isolierung und Klonierung des Faktor-VIII-Gens gelungen war, war ein rekombinanter Faktor VIII (Octocog alfa, rFVIII) der erste therapeutisch eingesetzte rekombinante Gerinnungsfaktor. Er wurde zunächst 1992 in den USA und in Schweden, 1993 dann in Deutschland unter dem Namen Recombinate (Baxter) zur Behandlung der Hämophilie zugelassen. Es folgten Präparate weiterer Firmen sowie auch weitere rekombinante Faktoren (rFVIIa, rFIX).
Neuere Generationen der rFVIII-Präparate zeichnen sich dadurch aus, dass sie ohne Blutkomponenten (Albumin) in der Endformulierung bzw. auch ganz ohne Zugabe menschlicher oder tierischer Plasmakomponenten im gesamten Herstellungsprozess (Kulturmedium, Reinigung) auskommen, wodurch das Risiko biologischer Kontaminationen weiter reduziert wird.

## Eigenschaften
Bei den Gerinnungsfaktoren VII, VIII und IX handelt es sich um Proteine, die an ihrer Oberfläche Zuckerreste tragen (glycolisierte Proteine, Glycoproteine). Besonders der Faktor VIII stellt ein sehr komplexes Molekül dar: der Proteinteil besteht aus 2332 Aminosäuren, die sich auf eine Haupt- und eine Nebenkette verteilen, und besitzt 25 mögliche Glykosilierungsstellen. Da Bakterienzellen rekombinante Proteine gar nicht und Hefezellen sie nur schlecht zu glycolisieren vermögen, verwendet man Zelllinien aus Säugetierzellen. Besonders geeignet sind etwa Nierenzellen des Babyhamsters (BHK-21-Zellen) oder Ovarialzellen des chinesischen Hamsters (CHO-Zellen). Die entstehenden Glycolisierungsprofile sind denen der natürlichen, menschlichen Gerinnungsfaktoren sehr ähnlich.
Durch PEGylierung lässt sich die Immunogenität verringern, die Proteasestabilität erhöhen und die renale Ausscheidung verlangsamen.
Die kurze Wirksamkeit des rFIX kann durch die Konjugation mit Serumproteinen verlängert werden (Fusionsproteine).
Der Faktor XIII als nicht glycosiliertes Protein lässt sich rekombinant mit Zellen der Backhefe herstellen.

## Wirkstoffübersicht
Gemäß der INN-Nomenklatur enden die Namen der rekombinanten Gerinnungsfaktoren mit -cog. Nachgeordnete Wortstämme sind -eptacog, -octocog und -nonacog. Das Glycolisierungsmuster wird durch den Zusatz eines ausgeschriebenen griechischen Buchstaben (alfa, beta usw.) charakterisiert. Proteine mit vom natürlichen Vorbild abweichender Aminosäurensequenz werden durch ein Präfix gekennzeichnet. Pegylierte Stoffe tragen als zweiten Zusatz das Wort pegol. Aktivierte Formen werden durch einen entsprechenden Klammerzusatz markiert.
| Wirkstoff, INN                 | Kurzbeschreibung | Zelllinie                          | Handelspräparat                                                     | Originator              | Zulassungsdatum     | Referenz          |
| ------------------------------ | --- | ---------------------------------- | ------------------------------------------------------------------- | ----------------------- | ------------------- | ----------------- |
| rFVIIa: -eptacog               | |                                    |                                                                     |                         |                     |                   |
| Eptacog alfa (aktiviert)       | Glycoprotein mit 406 Aminosäuren und einer Molekülmasse von ca. 59 kDa. | BHK-Zellen                         | NovoSeven                                                           | Novo Nordisk            | 1996 (EU)           | [ A 1 ]           |
| Eptacog alfa pegol (aktiviert) | Pegyliertes eptacog alfa |                                    | (Experimenteller Arzneistoff)                                       | Novo Nordisk            | -                   |                   |
| Eptacog beta (aktiviert)       | Glycoprotein mit 406 Aminosäuren, abgewandelte Aminosäurensequenz an den Stellen 52, 59, 144, 321 | aus der Milch transgener Kaninchen | Cevenfacta                                                          | LFB                     | 2022 (EU)           | [ A 2 ]           |
| Vatreptacog alfa (aktiviert)   | Glycoprotein mit 406 Aminosäuren, abgewandelte Aminosäurensequenz an den Stellen 158, 296, 298. |                                    | (Experimenteller Arzneistoff, dessen Entwicklung eingestellt wurde) | Novo Nordisk            | -                   |                   |
| Oreptacog alfa (aktiviert)     | Glycoprotein mit 406 Aminosäuren, abgewandelte Aminosäurensequenz an den Stellen 10, 32, 34, 36, 106, 253. | CHO-Zellen                         | (Experimenteller Arzneistoff)                                       | Bayer                   | -                   |                   |
| rFVIII: -octocog               | |                                    |                                                                     |                         |                     |                   |
| Octocog alfa                   | Glykoprotein mit 2332 Aminosäuren und einer Molekülmasse von ca. 300 kDa. | CHO-Zellen                         | Recombinate Advate                                                  | Baxter International    | 1993 (D) 2004 (EU)  | [ A 3 ]           |
| Octocog alfa                   | Glykoprotein mit 2332 Aminosäuren und einer Molekülmasse von ca. 300 kDa. | BHK-Zellen                         | Kogenate, Helixate NexGen Kovaltry                                  | Bayer                   | 2000 (EU) 2016 (EU) | [ A 4 ] [ A 5 ]   |
| Beroctocog alfa                | Glykoprotein mit 1424 Aminosäuren, die B-Domäne wurde entfernt. | CHO-Zellen                         | GreenGene                                                           | Green Cross Corporation |                     |                   |
| Moroctocog alfa                | Glykoprotein mit 1438 Aminosäuren und einer Molekülmasse von 170 kDa. Die B-Domäne wurde entfernt. | CHO-Zellen                         | ReFacto AF                                                          | Pfizer                  | 1999 (EU)           | [ A 6 ]           |
| Efmoroctocog alfa              | Lang wirksames Fusionsprotein mit 1890 Aminosäuren und einer Molekülmasse von ca. 220 kDa. Besteht aus rFVIII, dessen B-Domäne entfernt wurde und kovalent an das Fc-Fragment des humanen Immunglobulins G1 gebunden ist. | HEK-Zellen                         | Elocta                                                              | Biogen                  | 2015 (EU)           | [ A 7 ]           |
| Damoctocog alfa pegol          | Glykoprotein mit 1438 Aminosäuren und einer Molekülmasse von 170 kDa. Die B-Domäne wurde entfernt. Glycopegyliert am Cys-1804. | BHK-21-Zellen                      | Jivi                                                                | Bayer                   | 2018 (EU)           | [ A 8 ]           |
| Lonoctocog alfa                | Glycoprotein mit 1444 Aminosäuren (einkettig) mit einer Molmasse von ca. 170 kDa. Großteil der B-Domäne und 4 Aminosäuren der angrenzenden sauren A3-Domäne sind entfernt (Aminosäuren 765 bis 1652 der vollen Länge von FVIII, einschließlich der Furin-Spaltstelle).                                                                          | CHO-Zellen                         | Afstyla                                                             | CSL Behring             | 2017 (EU)           | [ A 9 ]           |
| Rurioctocog alfa pegol         | Glykoprotein, dessen Protein mit 2332 Aminosäuren eine Reihe posttranslationaler Modifikationen trägt, darunter mehr als 20 Glykane, von denen sich die meisten auf der B-Domäne befinden. Die durchschnittliche Molekularmasse beträgt etwa 330 kDa, wovon der Proteinanteil etwa 280 kDa ausmacht. Das PEG-Polymer hat eine Masse von 20 kDa. | CHO-Zellen                         | Adynovi                                                             | Baxalta                 | 2018 (EU)           | [ A 10 ]          |
| Simoctocog alfa                | Glycoprotein mit 1440 Aminosäuren und einer Molekülmasse von ca. 170 kDa. Bestehend aus den Faktor VIII Domänen A1-A2 + A3-C1-C2, wobei die B-Domäne durch eine aus 16 Aminosäuren bestehende Linksequenz ersetzt wurde. | HEK-Zellen                         | Nuwiq Vihuma (Dublette)                                             | Octapharma              | 2014 (EU) 2017 (EU) | [ A 11 ] [ A 12 ] |
| Susoctocog alfa                | Glycoprotein mit 1448 Aminosäuren und einer Molekülmasse von ca. 175 kDa. Porcine Sequenz des Faktor VIII, die B-Domäne ist durch eine aus 24 Aminosäuren bestehende Linksequenz ersetzt. | BHK-21-Zellen                      | Obizur                                                              | Baxalta                 | 2015 (EU)           | [ A 13 ]          |
| Turoctocog alfa                | Glykoprotein mit 1445 Aminosäuren und einer Molekülmasse von etwa 166 kDA. Die B-Domäne ist verkürzt: sie besteht aus 21 Aminosäuren der B-Domäne des Wildtyps ohne weitere Modifikationen in der Aminosäuresequenz. | CHO-Zellen                         | NovoEight                                                           | Novo Nordisk            | 2013 (EU)           | [ A 14 ]          |
| Turoctocog alfa pegol          | Am Ser-750 glycopegyliertes Turoctocog alfa. | CHO-Zellen                         | Esperoct                                                            | Novo Nordisk            | 2019 (USA)          | [ A 15 ]          |
| rFIX: -nonacog                 | |                                    |                                                                     |                         |                     |                   |
| Nonacog alfa                   | Einkettiges Glykoprotein mit 415 Aminosäuren und einer relativen Molekülmasse von ca. 55 kDa. Proteinkomponente entspricht der allelischen Form Ala-148 des plasmatischen Faktors IX. | CHO-Zellen                         | BeneFIX                                                             | Pfizer                  | 1997 (EU)           | [ A 16 ]          |
| Nonacog beta pegol             | Pegyliertes Glycoprotein mit 415 Aminosäuren und einer relativen Molekülmasse von insgesamt ca. 98 kDa (Glycoproteinanteil: 56 kDa), Proteinkomponente entspricht der allelischen Form Ala-148 des plasmatischen Faktors IX. | CHO-Zellen                         | Refixia                                                             | Novo Nordisk            | 2017 (EU)           | [ A 17 ]          |
| Nonacog gamma                  | Einkettiges Glykoprotein mit 415 Aminosäuren und einer relativen Molekülmasse von ca. 68 kDa, Proteinkomponente entspricht der allelischen Form Ala-148 des plasmatischen Faktors IX. | CHO-Zellen                         | Rixubis                                                             | Baxter International    | 2014 (EU)           | [ A 18 ]          |
| Trenonacog alfa                | Einkettiges Glykoprotein mit 415 Aminosäuren und einer relativen Molekülmasse von ca. 55 kDa, Proteinkomponente entspricht der Thr-148 Variante des plasmatischen Faktors IX. | CHO-Zellen                         | (Experimenteller Arzneistoff, 2013 Antragsrücknahme in der EU)      | Cangene Europe Ltd      | -                   |                   |
| Albutrepenonacog alfa          | Lang wirksames Fusionsprotein mit 1018 Aminosäuren; bestehend aus Faktor IX und Humanalbumin. Die Aminosäurensequenz von rF IX entspricht der Thr-148 Variante des plasmatischen Faktors IX. | CHO-Zellen                         | Idelvion                                                            | CSL Behring             | 2016 (EU)           | [ A 19 ]          |
| Eftrenonacog alfa              | Lang wirksames Fusionsprotein mit 867 Aminosäuren und einer Molekülmasse von ca. 98 kDa; besteht aus Faktor IX, der kovalent an das Fc-Fragment des humanen Immunglobulins G1 gebunden ist. Die Aminosäurensequenz von rF IX entspricht der Thr-148 Variante des plasmatischen Faktors IX.                                                      | HEK-Zellen                         | Alprolix                                                            | Biogen Idec             | 2016 (EU)           | [ A 20 ]          |
| rFXIII: -tridecacog            | |                                    |                                                                     |                         |                     |                   |
| Catridecacog                   | Dimer aus zwei Faktor XIII-A-Untereinheiten mit einer molekularen Masse von ca. 166 kDa, nicht glycosiliert. | Hefezellen                         | NovoThirteen                                                        | Novo Nordisk            | 2012 (EU)           | [ A 21 ]          |
| rVWF: -vonicog                 | |                                    |                                                                     |                         |                     |                   |
| Vonicog alfa                   | Nicht glycosiliertes Protein aus 2050 Aminosäuren. [Thr-618, Asp-709] Von-Willebrand-Faktor Homo sapiens (1381A>T, 1472H>D Variante) | CHO-Zellen                         | Vonvendi / Veyvondi                                                 | Shire PLC               | 2018 (EU)           | [ A 22 ]          |

## Anwendungsgebiete
Eptacog alfa (aktiviert) ist angezeigt zur Behandlung von Blutungen und Prophylaxe von Blutungen im Zusammenhang mit chirurgischen oder invasiven Eingriffen bei Patienten mit bestimmten Formen angeborener oder erworbener Hämophilie. Die rekombinanten Faktoren VIII und IX werden zur Behandlung und Prophylaxe von Blutungen bei Hämophilie A und B, der rekombinante Faktor XIII zur Langzeitprophylaxe von Blutungen bei einem angeborenen Mangel an Faktor-XIII-A-Untereinheiten angewendet.
Seit 2018 ist ein rekombinant hergestellter Von-Willebrand-Faktor erhältlich (Vonvendi/Veyvondi der Firma Shire, der zuvor als "BAX 111" von Baxter entwickelt wurde). Diese Faktorkonzentrate könnten zukünftig zur Behandlung des Willebrand-Jürgens-Syndroms eingesetzt werden und hier aus menschlichem Plasma hergestellte Präparate wie Haemate ersetzen.

## Nebenwirkungen
Zu den häufigsten unerwünschten Wirkungen gehören Überempfindlichkeitsreaktionen und allergische Reaktionen. Ferner kann es zur Bildung von Inhibitoren kommen, so dass die gerinnungshemmende Wirkung abgeschwächt wird. In solchen Fällen kann die Therapie mit dem bispezifischen monoklonalen Antikörper Emicizumab (zugelassen bspw. in den USA und der EU) eine Alternative darstellen, da er auch bei Inhibitorenbildung wirksam ist.